# Criminels de l'air
Pour plus de détails, voir Fiche technique et Distribution.
Criminels de l'air (titre original : Criminals of the Air) est un film américain de Charles C. Coleman en 1937.

## Synopsis
Dans la ville frontalière de Hernandez au Nouveau-Mexique, l'agent fédéral Mark Owens a pour mission d'aider le Service des douanes et de la protection des frontières des États-Unis à démanteler une bande de passeurs...

## Fiche technique
- Titre : Criminels de l'air
- Titre original : Criminals of the Air
- Réalisateur : Charles C. Coleman
- Scénario : Owen Francis d'après une histoire de Jack Cooper
- Production : Wallace MacDonald et Irving Briskin (producteur exécutif)
- Studio de production : Columbia Pictures
- Direction musicale : Morris Stoloff
- Photographie : George Meehan
- Montage : Richard Fantl
- Costumes : Robert Kalloch
- Pays de production : américain
- Langue : anglais
- Genre : aventures
- Format : Noir et blanc - Son : Mono
- Durée : 61 minutes
- Date de sortie :
  - États-Unis : 30 avril 1937

## Distribution
- Rosalind Keith : Nancy Rawlings
- Charles Quigley : Mark Owens
- Rita Hayworth : Rita Owens
- John Gallaudet : Ray Patterson
- Marc Lawrence : 'Blast' Reardon
- Patricia Farr : Maimie
- John Hamilton : Captain Wallace
- Ralph Byrd : Williamson
- Walter Soderling : 'Camera-Eye' Condon
- Russell Hicks : Kurt Feldon
- John Tyrrell : Bill Morris
- Lester Dorr : 'Trigger'